# HD87363
HD87363 — хімічно пекулярна зоря спектрального класу A0, що має видиму зоряну величину в смузі V приблизно  6,1.
Вона  розташована на відстані близько 300,6 світлових років від Сонця.

## Фізичні характеристики
Зоря HD87363 обертається 
дуже швидко 
навколо своєї осі. Проєкція її екваторіальної швидкості на промінь зору становить  Vsin(i)=155км/сек.